# FDGB-Pokal der Jugend 1966
Der FDGB-Pokal der Jugend 1966 war die 15. Auflage des höchsten Fußball-Pokalwettbewerbs der Altersklasse 14–16 auf dem Gebiet der DDR, der vom FDGB in Verbindung mit dem Jugendausschuss der Sektion Fußball der DDR veranstaltet und durchgeführt wurde. Er begann am 27. März 1966 mit der 1. Runde (Achtelfinale) und endete am 30. April 1966 mit dem Pokalsieg vom HFC Chemie, die im Finale mit 4:3 gegen den 1. FC Lokomotive Leipzig gewannen.

## Teilnehmende Mannschaften
Am FDGB-Pokal der Jugend (B-Jugend) für die Altersklasse (AK) 14–16 nahmen neben dem Pokalverteidiger, die Pokalsieger aus Ost-Berlin und den 14 Bezirken auf dem Gebiet der DDR teil. Spielberechtigt waren Spieler bis zum 16. Lebensjahr (Stichtag: 1. Juni 1949 bis 31. Mai 1951).
Folgende Mannschaften qualifizierten sich für den FDGB-Pokal der Jugend:
| - Bezirk Rostock TSG Wismar - Bezirk Schwerin BSG CM Veritas Wittenberge - Bezirk Neubrandenburg BSG Empor Neustrelitz - Bezirk Potsdam BSG Motor Babelsberg - Ost-Berlin FC Vorwärts Berlin | - Bezirk Frankfurt (Oder) FSG Dynamo Frankfurt - Bezirk Magdeburg BSG Stahl Blankenburg - Bezirk Halle HFC Chemie - Bezirk Leipzig 1. FC Lokomotive Leipzig - Bezirk Cottbus BSG Energie Cottbus | - Bezirk Dresden FSV Lokomotive Dresden - Bezirk Karl-Marx-Stadt FC Karl-Marx-Stadt - Bezirk Erfurt FC Rot-Weiß Erfurt - Bezirk Gera FC Carl Zeiss Jena - Bezirk Suhl BSG Lokomotive Meiningen |
| BFC Dynamo (Pokalverteidiger) | | |

## Modus
Der Wettbewerb wurde im K.-o.-System ausgetragen und es wurde versucht, in 60 Minuten (mit möglicher Verlängerung von 2 × 10 Minuten) auf neutralen Plätzen als Vorspiele bei DDR-Ligabegegnungen einen Gewinner auszuspielen. War danach kein Sieger gefunden, wurde ein Wiederholungsspiel mit gelostem Heimrecht angesetzt. Wurde auch hier kein Sieger ermittelt, ging es mit fünf Spielern in ein Elfmeterschießen.

## 1. Runde (Achtelfinale)
| Datum                  |                            | Ergebnis  |                          | Spielort       |
| ---------------------- | -------------------------- | --------- | ------------------------ | -------------- |
| So 27. März, 14:00 Uhr | BSG CM Veritas Wittenberge | 0:0 n. V. | FC Vorwärts Berlin       | Wismar         |
| So 27. März, 14:00 Uhr | BSG Motor Babelsberg       | 1:0       | TSG Wismar               | Neubrandenburg |
| So 27. März, 14:00 Uhr | BSG Empor Neustrelitz      | 00:10     | BFC Dynamo               | Hennigsdorf    |
| So 27. März, 14:00 Uhr | 1. FC Lokomotive Leipzig   | 4:0       | FSG Dynamo Frankfurt     | Forst          |
| So 27. März, 14:00 Uhr | FC Karl-Marx-Stadt         | :         | BSG Lokomotive Meiningen | Gera           |
| So 27. März, 14:00 Uhr | FC Rot-Weiß Erfurt         | 2:1       | BSG Stahl Blankenburg    | Weißenfels     |
| So 27. März, 14:00 Uhr | HFC Chemie                 | 2:1       | FSV Lokomotive Dresden   | Weimar         |
| So 27. März, 14:00 Uhr | BSG Energie Cottbus        | 2:0       | FC Carl Zeiss Jena       | Riesa          |

### Wiederholungsspiel
| Datum                   |                    | Ergebnis |                            |
| ----------------------- | ------------------ | -------- | -------------------------- |
| So 03. April, 14:00 Uhr | FC Vorwärts Berlin | :        | BSG CM Veritas Wittenberge |

## 2. Runde (Viertelfinale)
| Datum                   |                      | Ergebnis  |                          | Spielort |
| ----------------------- | -------------------- | --------- | ------------------------ | -------- |
| Fr 08. April, 14:30 Uhr | BSG Energie Cottbus  | 0:5       | HFC Chemie               | Zwickau  |
| Fr 08. April, 14:30 Uhr | BFC Dynamo           | 1:2       | 1. FC Lokomotive Leipzig | Schkopau |
| Fr 08. April, 14:30 Uhr | BSG Motor Babelsberg | :         | FC Vorwärts Berlin       | Schwerin |
| Fr 08. April, 14:30 Uhr | FC Rot-Weiß Erfurt   | 2:2 n. V. | FC Karl-Marx-Stadt       | Eisleben |

### Wiederholungsspiel
| Datum                   |                    | Ergebnis              |                    |
| ----------------------- | ------------------ | --------------------- | ------------------ |
| Mo 11. April, 14:00 Uhr | FC Karl-Marx-Stadt | 0:0 n. V. (2:4 i. E.) | FC Rot-Weiß Erfurt |

## 3. Runde (Halbfinale)
| Datum                   |                      | Ergebnis |                          | Spielort |
| ----------------------- | -------------------- | -------- | ------------------------ | -------- |
| So 17. April, 14:30 Uhr | HFC Chemie           | 1:0      | FC Rot-Weiß Erfurt       | Dresden  |
| So 17. April, 14:30 Uhr | BSG Motor Babelsberg | 1:3      | 1. FC Lokomotive Leipzig | Cottbus  |

## Finale
Das Finale fand als Vorspiel des FDGB-Pokalendspiels BSG Chemie Leipzig – BSG Lokomotive Stendal im Stadion Müllerwiese von Bautzen statt.
| Paarung                  | 1. FC Lokomotive Leipzig – HFC Chemie |
| Ergebnis                 | 3:4 (1:1) |
| Datum                    | Samstag, 30. April 1966 um 15:00 Uhr |
| Stadion                  | Stadion Müllerwiese, Bautzen |
| Zuschauer                | 12.000 |
| Schiedsrichter           | Hans Schulz (Görlitz) |
| Tore                     | 1:0 Heine (17.) 1:1 Eschrich (18.) 1:2 Kossak (33.) 1:3 Trinkaus (35.) 1:4 Heidecke (36., Eigentor) 2:4 Walther (40.) 3:4 Walther (42.)                  |
| 1. FC Lokomotive Leipzig | Pötzsch – Petzold, Peter Müller, Heidecke – Kaubitzsch, Reinhardt – Spott, Walzel, Walther, Heine, Koch Cheftrainer: Kurt Neustadt                       |
| HFC Chemie               | Beier – Dreizner, Markmann, Hecht – Etzrodt, Schmidt – Hartmut Kossak, Gallrein, Reinhard Eschrich, Rainer Sachse, Trinkaus Cheftrainer: Joachim Lehmann |